# Alex Karras
Pour les articles homonymes, voir Karras.
Alex Karras est un joueur de football américain, acteur et producteur américain né le 15 juillet 1935 à Gary, Indiana (États-Unis) et mort le 10 octobre 2012 à Los Angeles, Californie (États-Unis).

## Filmographie

### comme acteur

#### Cinéma
- 1968 : Paper Lion d'Alex March : lui-même
- 1974 : Le shérif est en prison (Blazing Saddles) de Mel Brooks : Mongo
- 1975 : The Great Lester Boggs de Harry Thomason (en) : Sheriff Billy Bob
- 1975 : Win, Place or Steal de Richard Bailey (en) : Frank
- 1978 : Modulation de fréquence (FM) de John A. Alonzo : Doc Holiday
- 1978 : Jacob Two-Two Meets the Hooded Fang (en) de Theodore J. Flicker (en) : The Hooded Fang
- 1980 : Le Jour de la fin du monde (When Time Ran Out…) de James Goldstone : Tiny Baker
- 1981 : Nobody's Perfekt de Peter Bonerz : Swaboda
- 1982 : Victor/Victoria de Blake Edwards : 'Squash' Bernstein
- 1982 : Porky's de Bob Clark : Sheriff Wallace
- 1984 : Contre toute attente (Against All Odds) de Taylor Hackford : Hank Sully
- 1994 : The Street Corner Kids de Margaret Raphael : Floyd Powell
- 1995 : The Street Corner Kids: The Sequel de Margaret Raphael : Caparulo
- 1998 : Buffalo '66 de Vincent Gallo : un commentateur sportif
- 2008 : Stanley Rubin : A work in progress, documentaire de Kellett Tighe : lui-même

#### Télévision
- 1982 : Maid in America (TV)
- 1972 : Hardcase (TV) : Booker Llewellyn
- 1973 : The 500 Pound Jerk (TV) : Hughie Rae Feather
- 1974: série télé MASH: saison 3 épisode 6
- 1975 : Babe (TV) : George Zaharias
- 1976 : Mighty Moose and the Quarterback Kid (TV) : Alex 'Moose' Novak
- 1977 : Mulligan's Stew (en) (TV) : Mr. Hollenbeck
- 1977 : Mad Bull (TV) : Iago 'Mad Bull' Karkus
- 1978 : Colorado ("Centennial") (feuilleton TV) : Hans Brumbaugh
- 1980 : Jimmy B. & André (TV) : Jimmy Butsicaris
- 1980 : Alcatraz: The Whole Shocking Story (TV) : Jughead Miller
- 1981 : Word of Honor (en) (TV) : Penniman Butcher
- 1981 : Masada (feuilleton TV) : Roman Soldier
- 1982 : Maid in America (TV) : Cal Bullington
- 1983 : Webster (série TV) : George Papadapolis
- 1995 : Fudge-A-Mania (TV) : Big A

### comme producteur
- 1976 : Mighty Moose and the Quarterback Kid (TV)
- 1980 : Jimmy B. & André (TV)
- 1981 : Word of Honor (en) (TV)